# David di Donatello 1991
La 36a edició dels premis David di Donatello, concedits per l'Acadèmia del Cinema Italià va tenir lloc el 2 de juny de 1991 al Teatre 5 de Cinecittà de Roma. La cerimònia va ser dirigida per Paolo Villaggio i Simona Marchini i transmesa en directe en prime time a Rai 1.

## Guanyadors

### Millor pel·lícula
- Mediterraneo, dirigida per Gabriele Salvatores (ex aequo)
- Verso sera, dirigida per Francesca Archibugi (ex aequo)
- La stazione, dirigida per Sergio Rubini
- La casa del sorriso, dirigida per Marco Ferreri
- Il portaborse, dirigida per Daniele Luchetti

### Millor director
- Marco Risi - Ragazzi fuori (ex aequo)
- Ricky Tognazzi - Ultrà (ex aequo)
- Gabriele Salvatores - Mediterraneo
- Daniele Luchetti - Il portaborse
- Francesca Archibugi - Verso sera

### Millor director novell
- Alessandro D'Alatri - Americano rosso (ex aequo)
- Sergio Rubini - La stazione (ex aequo)
- Antonio Monda - Dicembre
- Christian De Sica - Faccione
- Michele Placido - Pummarò

### Millor argument
- Sandro Petraglia, Stefano Rulli i Daniele Luchetti - Il portaborse (ex aequo)
- Maurizio Nichetti i Guido Manuli - Volere volare (ex aequo)
- Liliane Betti, Marco Ferreri i Antonino Marino - La casa del sorriso
- Enzo Monteleone - Mediterraneo
- Filippo Ascione, Umberto Marino i Sergio Rubini - La stazione

### Millor productor
- Claudio Bonivento - Ragazzi fuori (ex aequo)
- Claudio Bonivento - Ultrà (ex aequo)
- Mario Cecchi Gori, Vittorio Cecchi Gori i Gianni Minervini - Mediterraneo
- Nanni Moretti e Angelo Barbagallo - Il portaborse
- Domenico Procacci - La stazione

### Millor actriu
- Margherita Buy - La stazione
- Nancy Brilli - Italia-Germania 4-3
- Margherita Buy - La settimana della Sfinge
- Ingrid Thulin - La casa del sorriso
- Angela Finocchiaro - Volere volare

### Millor actor
- Nanni Moretti - Il portaborse
- Diego Abatantuono - Mediterraneo
- Claudio Amendola - Ultrà
- Silvio Orlando - Il portaborse
- Sergio Rubini - La stazione

### Millor actriu no protagonista
- Zoe Incrocci - Verso sera
- Vana Barba - Mediterraneo
- Milena Vukotic - Fantozzi alla riscossa
- Mariella Valentini - Volere volare
- Anne Roussel - Il portaborse
- Alida Valli - La bocca

### Millor actor no protagonista
- Ciccio Ingrassia - Condominio
- Enzo Cannavale - La casa del sorriso
- Giuseppe Cederna - Mediterraneo
- Sergio Castellitto - Stasera a casa di Alice
- Ricky Memphis - Ultrà

### Millor músic
- Ennio Morricone - Stanno tutti bene
- Armando Trovajoli - Il viaggio di Capitan Fracassa
- Giancarlo Bigazzi e Marco Falagiani - Mediterraneo
- Antonello Venditti - Ultrà
- Riz Ortolani - Nel giardino delle rose

### Millor fotografia
- Luciano Tovoli - Il viaggio di Capitan Fracassa
- Italo Petriccione - Mediterraneo
- Alessio Gelsini - Ultrà
- Giuseppe Lanci - Il sole anche di notte
- Giuseppe Lanci - La condanna

### Millor escenografia
- Paolo Biagetti i Luciano Ricceri - Il viaggio di Capitan Fracassa
- Lucia Mirisola - In nome del popolo sovrano
- Andrea Crisanti - Stanno tutti bene
- Paola Comencini - I divertimenti della vita privata
- Gianni Sbarra - Il sole anche di notte

### Millor vestuari
- Lucia Mirisola - In nome del popolo sovrano
- Odette Nicoletti - Il viaggio di Capitan Fracassa
- Francesco Panni - Mediterraneo
- Antonella Berardi - I divertimenti della vita privata
- Lina Nerli Taviani - Il sole anche di notte

### Millor muntatge
- Nino Baragli - Mediterraneo
- Mirco Garrone - Il portaborse
- Angelo Nicolini - La stazione
- Franco Fraticelli - Ragazzi fuori
- Carla Simoncelli - Ultrà

### Millor enginyer de so directe
- Tiziano Crotti - Mediterraneo (ex aequo)
- Remo Ugolinelli - Ultrà (ex aequo)
- Franco Borni - Il portaborse
- Franco Borni - La stazione
- Tommaso Quattini - Ragazzi fuori

### Millor actriu estrangera
- Anne Parillaud - Nikita
- Glenn Close - Hamlet
- Julia Roberts - Pretty Woman
- Mia Farrow - Alice
- Joanne Woodward - Mr. & Mrs. Bridge

### Millor actor estranger
- Jeremy Irons - El misteri Von Bulow (Reversal of Fortune)
- Dirk Bogarde - Daddy nostalgie
- Gérard Depardieu - Cyrano di Bergerac
- Kevin Costner - Ballant amb llops (Dances with Wolves)
- Robert De Niro - Un dels nostres (Goodfellas)

### Millor pel·lícula estrangera
- Cyrano de Bergerac (Cyrano de Bergerac), dirigida per Jean-Paul Rappeneau (ex aequo)
- Amleto (Hamlet), dirigida per Franco Zeffirelli (ex aequo)
- Un dels nostres (Goodfellas), dirigida per Martin Scorsese
- Ballant amb llops (Dances with Wolves), dirigida per Kevin Costner
- Nikita, dirigida per Luc Besson

### Premi Alitalia
- Enrico Montesano

### David Luchino Visconti
- Marcel Carné

### David especial
- Vittorio Gassman

### David di Donatello a la carrera
- Mario Cecchi Gori
- Mario Nascimbene
- Alida Valli